# Славка Фиданова
Славка Фиданова (на македонска литературна норма: Славка Фиданова) е югославска партизанка и деятелка на комунистическата съпротива във Вардарска Македония, историчка и университетска преподавателка.

## Биография
Родена е на 1 февруари 1920 година в град Тетово. През лятото на 1939 година организира и участва в Лятна студентска колония в Охрид, а от следващата година става член на ЮКП. На 8 септември 1940 взема участие в Покрайненската конференция на ЮКП за Македония. От 1941 е секретар на Местния комитет на ЮКП за Тетово. Полицията влиза в следите ѝ и тя заминава за Скопие през юни 1941 година. През декември 1942 се завръща отново в Тетово. Заедно с Коле Чашуле, Веселинка Малинска и Бане Андреев се крият в еврейски къщи в Скопие. След Втората световна война е професор по история на Философския факултет и заместник-ректор на Скопския университет. Пише в областта на новата история на Македония. Носител е на Партизански възпоменателен медал 1941 година.